# Waldpark Phu Phrabat Buabok
Der Waldpark Phu Phrabat Buabok (Thai: วนอุทยานภูพระบาทบัวบก – Phu Phrabat Buabok Forest Park) ist ein Waldschutzgebiet in der Provinz Udon Thani in der Nordost-Region (Isan) von Thailand, in der Amphoe Ban Phue. Innerhalb des Parks liegt unter anderem auch der Geschichtspark Phu Phrabat.

## Lage
Der Waldpark Phu Phrabat Buabok liegt im Nordwesten der Provinz Udon Thani,  Tambon Mueang Pan, Amphoe Ban Phue. Man gelangt dorthin über die nördliche Thanon Mittraphap (Segment Udon Thani – Nong Khai), nach etwa 40 Kilometern links in die Straße 2021 nach Ban Phu und nach weiteren 11 Kilometern erreicht man die Phrabat-Höhen.
Adresse: Tambon Mueang Pan, Amphoe Ban Phu, Provinz Udon Thani, Thailand 41160

## Topographie
Phu Phrabat ist ein felsiges Hochplateau, etwa 350 Meter über Meereshöhe. Auch gibt es mehrere Bergrücken, die parallel zu den Phu-Pan-Bergen verlaufen und im westlichen Teil Steilhänge aufweisen, von denen schöne Aussichten auf die weitläufige Landschaft des Parks möglich sind.

## Flora und Fauna
An den Gebirgsausläufern gedeiht der trockene Dipterocarpus-Wald, der von Baumarten der Familie der Flügelfruchtgewächse, besonders der Gattung Shorea dominiert wird. Laubmischwald findet sich auf den Ebenen des Parks. In den Bergtälern findet sich trockener immergrüner Wald mit Afzelia-Arten.
Die Tierwelt ist gekennzeichnet durch Primaten, wie Arten der Taxa Makaken, Lemuren und Loris. Arten der Hörnchen sowie Maulwürfe (Talpidae) sind zu finden. Daneben siedeln zahlreiche Vogelarten hier.

## Sehenswürdigkeiten
Der Waldpark ist berühmt für seine Felszeichnungen.
Daneben gibt es
- die Höhle Chao Yoern
- den Aussichtspunkt bei Pha Sawan
- den Tat-Noi-Wasserfall

## Klima
Das Klima ist tropisch-monsunal.

## Geschichte
Der Waldpark wurde am 20. Februar 1996 eingerichtet.